# Plan z Tacubayi
Plan z Tacubayi (hiszp. Plan de Tacubaya) – meksykański plan polityczny przyjęty 17 grudnia 1857 roku przez przeciwników liberalnego rządu skupionych wokół generała Félixa Maríi Zuloagi (1803–1898).
Przewidywał zniesienie konstytucji z lutego 1857 roku, wprowadzenie dyktatury prezydenta Ignacio Comonforta, a także zwołanie Konstytuanty (w ciągu trzech miesięcy). Mówił również o ochronie przywilejów i pozycji Kościoła katolickiego oraz cenzurowaniu prasy. Spotkał się z entuzjastycznym przyjęciem duchowieństwa, 19 grudnia poparł go także Commonfort. Wystąpienie władz kilku stanów przeciwko zapisom dokumentu z Tacubayi było jedną z przyczyn wybuchu wojny domowej, która trwała do 1861.